# Highgate (stanice metra v Londýně)
Highgate je stanice metra v Londýně, otevřená 22. srpna 1867. V 80. letech 19. století byla stanice přestavěna. 11. září 1939 byla stanice uzavřena kvůli rekonstrukci. Stanice si zahrála ve filmu Paperhouse a v televizních seriálech EastEnders a Waking the Dead. Autobusovou dopravu zajišťují spoje 43, 134, 263 a noční spoj N20. Stanice se nachází v přepravní zóně 3 a leží na lince:
- Northern Line mezi stanicemi East Finchley a Archway.

| Rok  | Počet cestujících |
| ---- | ----------------- |
| 2011 | 4,98 mil          |
| 2012 | 4,76 mil          |
| 2013 | 4,64 mil          |
| 2015 | 5,04 mil          |